# Yên Hậu Giản công
Yên Giản công (chữ Hán: 燕簡公; trị vì: 414 TCN-373 TCN), hay Yên Hậu Giản công (燕後簡公), để phân biệt với vị vua thứ 30 là Yên Tiền Giản công, hoặc còn gọi là Yên Ly công (燕僖公, trị vì: 402 TCN-373 TCN), là vị vua thứ 34 hoặc 35 của nước Yên – chư hầu nhà Chu trong lịch sử Trung Quốc.
Sử sách không ghi rõ quan hệ giữa Yên Giản công/Ly công và vị vua trước là Yên Mẫn công.
Theo Sử ký, năm 373 TCN, quân Yên đánh bại quân Điền Tề ở Lâm Doanh.
Năm 373 TCN, Yên Hậu Giản công/Ly công mất. Yên Hậu Hoàn công được lập lên ngôi. Sử sách không ghi rõ quan hệ giữa Yên Hậu Giản công/Ly công và Yên Hậu Hoàn công.